# 鲍勃·金尼
罗伯特·保罗·金尼（英語：Robert Paul Kinney，1920年9月16日—1985年9月2日），美国NBA联盟前职业篮球运动员。